# Притвиц, Фёдор Карлович
Барон Фёдор (Фридрих) Карлович Притвиц (нем. Friedrich Carl von Prittwitz und Gaffron, 1798—1849) — генерал-майор корпуса инженеров путей сообщения, директор Строительного училища.

## Биография
Родился 25 ноября 1798 года семье отставного ротмистра прусской службы Карла Карловича (Отто Карл фон) Притвица. Был выпущен в 1816 году из 1-го кадетского корпуса прапорщиком в 21-ю батарейную роту 11-й артиллерийской бригады с назначением состоять при начальнике штаба артиллерии 1-й армии генерал-майоре Сухозанете, при котором и был до мая 1822 года.
В 1817 году ему было поручено преподавание математических и артиллерийских наук в школе артиллерийских юнкеров, учреждённой при штабе армии, а с 5 ноября 1823 года — в военно-офицерской школе при той же армии. Переведённый 16 апреля 1829 года с чином штабс-капитана в Генеральный штаб, Притвиц в том же году принял участие в русско-турецкой войне. Состоял при главной квартире, а потом дивизионным квартирмейстером 5-й пехотной дивизии; находился при взятии Сливны и Адрианополя.
17 октября 1829 года получил чин капитана и 8 июня 1830 года был назначен дивизионным квартирмейстером 4-й пехотной дивизии, вскоре был переведён на ту же должность в 1-ю гусарскую дивизию. В этом же году Притвиц был командирован для поверки съёмок окрестностей крепости Динабурга и сбора материалов по Эстляндской губернии для составления дислокационной карты.
Участвуя в 1831 году в составе главной квартиры действующей армии в усмирении польского восстания, Притвиц был в боях у Калушина, Минска, Вавра, Грохова, при Земноводе и Остроленке и «за отличную храбрость и благоразумие» в последнем деле был награждён орденом Св. Владимира 4-й степени, а за участие во взятии Варшавы — чином полковника (9 января 1832 года). Также он был награждён польским знаком отличия за военное достоинство (Virtuti Militari) 3-й степени.
Получив должность обер-квартирмейстера сначала 4-го резервного кавалерийского корпуса, а потом 1-го пехотного, он в 1833 году получил от императора Николая I поручение рассмотреть в Риге и Ревеле привезённые из Швеции исторические материалы о Лифляндии и Эстляндии и «отобрать всё важное».
24 марта 1834 года барон Притвиц был переведён в Корпус инженеров путей сообщения и сначала был директором Кондукторской школы, а с 12 января 1840 года — директором Училища гражданских инженеров, причём 6 декабря 1839 года был произведён в генерал-майоры; с 17 декабря 1842 года Притвиц был назначен директором Строительного училища Главного управления путей сообщения и публичных зданий, которое было образовано из Училища гражданских инженеров.
Среди прочих наград барон Притвиц имел орден Св. Георгия 4-й степени, пожалованный ему 3 декабря 1839 года за беспорочную выслугу 25 лет в офицерских чинах (№ 5973 по кавалерскому списку Григоровича — Степанова).
Барон Ф. К. Притвиц скончался 26 августа (7 сентября) 1849 года в Санкт-Петербурге и был похоронен на Волковом лютеранском кладбище.
Его сын Александр в чине генерал-майора был начальником Санкт-Петербургского жандармского управления железных дорог.
Его братья: Карл (генерал от кавалерии) и Павел (генерал-лейтенант).